# Hr.Ms. O 23 (1940)
De Hr.Ms. O 23 is een Nederlandse onderzeeboot van de  O 21-klasse. De bouw van de O 21-klasse schepen vond plaats aan de vooravond van de Duitse aanval op Nederland in 1940. De O 23 stond gepland als K XXIII. Hij was bestemd als onderzeeboot voor Nederlands-Indië, de K staat namelijk voor "koloniën", maar al tijdens de bouw, door de Rotterdamse scheepswerf RDM, werd de naam gewijzigd in O 23.

## Meidagen 1940
De O 23 en O 24 werden na de Duitse inval meteen naar de Lekhaven gebracht en aan de Koninklijke Marine overgedragen. De twee onderzeeboten waren nog niet klaar, er waren enkele proefvaarten mee gemaakt, maar zij waren nog nooit onder water geweest. In Den Haag wist men dat de Nieuwe Waterweg reeds met zeemijnen bezaaid was en dus leek het onmogelijk om te ontsnappen. Bevelhebber G. Koudijs besloot in de nacht van 13 op 14 mei toch een poging te wagen. Er waren geen torpedo's of andere wapens aan boord. Hij slaagde erin Portsmouth te bereiken en werd onderscheiden met de Bronzen Leeuw. 
Van 1 juni tot 28 september 1940 en van 20 november 1940 tot 13 november 1941 stond de O 23 onder commando van G.B.M. van Erkel. Op de John Thornycroft-werf werd hij afgebouwd en in juli werd hij naar Dundee gevaren. De haveningang van Dundee was echter door zeemijnen geblokkeerd, waardoor de O 23 moest uitwijken naar Rosyth. Er waren nog enkele mankementen die in Schotland verholpen werden.
In augustus 1940 voerde de O 23 zijn eerste patrouille op de Noordzee uit. Later was hij actief in het Verre Oosten.
Gerardus Bernardus Michael van Erkel was bevelhebber in 1940 en 1941.
Het Bronzen Kruis (BK) werd aan de volgende bemanningsleden uitgereikt:
16 juli 1940
- J.C. van Ballegooi, korporaal-torpedomaker
- J. Bekker, korporaal-machinist
- A. Breel, matroos
- H.C. van den Broek, sergeant-monteur
- M.B. van Buren, konstabelmaat
- A.G. Dissel, matroos eerste klasse
- J.F. Drijfhout van Hooff, luitenant-ter-zee der tweede klasse
- G.B.M. van Erkel, luitenant-ter-zee der eerste klasse, BK met eervolle vermelding
- B.C. van Gent, majoor-machinist
- J. de Leeuw, korporaal-machinist, op 12 februari 1942 ingetrokken wegens desertie
- C. van der Mast, korporaal-machinist
- C.J. Merison, sergeant-machinist
- R.A. Meijer, korporaal-telegrafist
- A.W. van den Oever, korporaal-machinist
- P.P. van Oosterum, stoker-olieman
- W. Polak, matroos der eerste klasse
- N.J. Rave(n)sloot, sergeant-torpedomaker
- E. Reyers, koksmaat
- P. Riebel, stoker-olieman
- W. Steenbergen, kwartiermeester
- A. (Andries) de Vaal, officier Marinestoomvaartdienst der tweede klasse
- A.J. Verhorst, sergeant-machinist
- P.H. van der Werff, majoor-monteur
- D.M. Zand, schipper
- C.W. Porsius, Korporaal-machinist

21 februari 1942
- S. Broekbernd, bootsman der Koninklijke Marine
- F.J. (Folkert Jan) van der Hoop, officier, hij overleed in Bombay op 24 mei 1942 aan boord van de O 23
- C. van Leeuwen, sergeant-torpedomaker

23 april 1942
- J. Breed, matroos der eerste klasse
- P. (Pieter) Bussemaker, luitenant-ter-zee der tweede klasse
- J.L. (Jurgen Lüdwig) Dencher, luitenant-ter-zee der tweede klasse
- G. v.d. Deijl, matroos der eerste klasse
- A. (Arie) van Duin, matroos der eerste klasse
- C. Goedhart, matroos der tweede klasse
- R.W. (Rudolf Willem) van Lynden, luitenant-ter-zee tweede klasse
- J. Möhlmann, matroos der tweede klasse
- K. Visser, korporaal-torpedomaker

8 juli 1943
- J.C. van Ballegooi, sergeant-torpedomaker
- H.C. van den Broek, sergeant-monteur
- W.C. (Wouter Cornelis) Engelhart, korporaal-monteur der Koninklijke Marine
- A. Franke, korporaal-telegrafist der Koninklijke Marine
- G. Kingma, sergeant-machinist
- H. (Henk) Kwast, majoor-monteur
- W. Polak, matroos der eerste klasse
- C.M. (Carel Machiel) Schoenmaker, matroos der tweede klasse
- H.A. Wakker, korporaal-torpedomaker
- C.W. Porsius, korporaal-machinist (2e keer)

4 mei 1944
- J.H.A. André, korporaal-machinist
- C. Geerevliet, schipper
- M.J. Lof, matroos der eerste klasse